# Cieneguillas (Zacatecas)
Cieneguillas es una localidad del estado mexicano de Zacatecas, localizada en el centro del estado y forma parte del municipio de Zacatecas, tiene un total de 2,200 habitantes lo que la convierte en la segunda localidad más poblada del municipio, tras la cabecera municipal y capital del estado, la ciudad de Zacatecas con la cual se encuentra prácticamente conurbada.
En Cieneguillas se localiza el principal penal de la zona central de Zacatecas, en el cual, el 17 de mayo de 2009 un comando de narcotraficantes entró y liberó a 53 reclusos presuntamente pertenecientes o con vínculos con el Cártel del Golfo, en el contexto de la Guerra contra el narcotráfico en México.